# Gembling
Gembling är en by i civil parish Foston, i distriktet East Riding of Yorkshire, i grevskapet East Riding of Yorkshire, i England. Byn är belägen 8 km från Driffield. Gembling var en civil parish 1866–1935 när blev den en del av Beeford. Civil parish hade 80 invånare år 1931. Byn nämndes i Domedagsboken (Domesday Book) år 1086, och kallades då Chemelinge/Ghemelinge.